# Radiofonie
Radiofonia este o radiocomunicație unilaterală sau bilaterală, care constă în transmiterea prin unde radioelectrice modulate a unor informații sonore. Cel mai cunoscut exemplu este cel al radiodifuziunii.